# 로우독 레코드
로우독 레코드(Rawdogg Records)는 과거 존재했던 대한민국의 힙합 레이블이다. 1999년 처음 설립되었으며, 당시 최초의 독립 한국 힙합 레이블로 눈길을 모았다. 첫 활동은 CEO였던 Rappaholik의 싱글이었고, 이후 2001년 경 오디션을 거쳐 멤버들을 모집하였다. 공개된 멤버들의 리스트에는 4WD, P-Type 등이 속해있어 많은 기대를 모았으나, 이후 4WD의 친구 싱글을 제외하고는 별다른 활동이 보이지 않아 오히려 사람들을 아쉽게 만들었다.
이후로 공식적인 해체 발표는 없었으나, 멤버들이 각자의 길을 가고 계약 기간이 모두 끝나면서 사실상 해체나 다름없는 상태가 되었다.
음악 활동 외에 인터넷 레코드 샵인 Planet Phatt을 운영하기도 하였다.

## 멤버
- Rappaholik
- 4WD
- Steady B
- P-Type
- Sqwizz = SQ, Wizzie the Mage

## 발표 앨범
- 1999년 5월 Rappaholik - Eastcoast Fever + Party Groove Part 1 싱글
- 2000년 2월 Rappaholik - Hold the Crown of Hip-Hop
- 2001년 12월 7일 Rappaholik - Code Name : Gotti
- 2003년 3월 20일 4WD - 친구 싱글